# Coupe des clubs champions arabes de football 1998
Navigation
Tunis 1997 Le Caire 1999
La Coupe arabe des clubs champions 1998 est la quatorzième édition de la Coupe arabe des clubs champions de football. Organisée à Djeddah en Arabie saoudite, elle regroupe les clubs des pays arabes les plus performants de leur championnat national (champion, vice-champion ou vainqueur de la coupe nationale). 
C'est le club algérien du WA Tlemcen qui est sacré après avoir battu les Saoudiens d'Shabab en finale. Il s'agit du premier titre du club et même des équipes algériennes dans cette compétition.

## Clubs participants
- CA Tunis - Tenant du titre
- Al-Weehdat SC - Champion de Jordanie
- WA Tlemcen - Vainqueur de la Coupe d'Algérie
- Shabab FC - Vice-champion d'Arabie Saoudite
- Wasl FC - Champion des EAU 1997
- Ittihad FC - Champion d'Arabie Saoudite 1997
- Rifaa CB - Champion de Bahreïn 1997
- Tahaddy SC - Champion de Libye 1997

## Compétition

### Phase de groupes
Groupe A :
| Rang | Équipe              | Pts | J | G | N | P | Bp | Bc | Diff |  | Résultats (▼ dom., ► ext.) |  |     |     |     |
| ---- | ------------------- | --- | - | - | - | - | -- | -- | ---- |  | -------------------------- |  | --- | --- | --- |
| 1    | Al Wasl Dubaï       | 7   | 3 | 2 | 1 | 0 | 6  | 1  | +5   |  | Al Wasl Dubaï              |  | 1-0 | 5-1 | 0-0 |
| 2    | Al Ittihad Djeddah  | 6   | 3 | 2 | 0 | 1 | 9  | 2  | +7   |  | Al Ittihad Djeddah         |  |     | 6-0 | 3-0 |
| 3    | Al Tahaddy Benghazi | 2   | 3 | 0 | 2 | 1 | 2  | 8  | -6   |  | Al Tahaddy Benghazi        |  |     |     | 2-2 |
| 4    | Al-Weehdat Club     | 1   | 3 | 0 | 1 | 2 | 3  | 7  | -4   |  | Al-Weehdat Club            |  |     |     |     |

Groupe B : * 1er tour ; vendredi 20 novembre 1998;watlemcen / al-shabeb es-saudite (0-0).....dimanche 22 novembre 1998; wat / club africain (1-1).....mercredi 25 novembre 1998;wat /erifaa el-gharbi  el-bahreini (2-1).
| Rang | Équipe          | Pts | J | G | N | P | Bp | Bc | Diff |  | Résultats (▼ dom., ► ext.) |  |     |     |     |
| ---- | --------------- | --- | - | - | - | - | -- | -- | ---- |  | -------------------------- |  | --- | --- | --- |
| 1    | Al-Shabab Riyad | 5   | 3 | 1 | 2 | 0 | 3  | 2  | +1   |  | Al-Shabab Riyad            |  | 0-0 | 2-1 | 1-1 |
| 2    | WA Tlemcen      | 5   | 3 | 1 | 2 | 0 | 3  | 2  | +1   |  | WA Tlemcen                 |  |     | 2-1 | 1-1 |
| 3    | Riffa Club      | 3   | 3 | 1 | 0 | 2 | 5  | 4  | +1   |  | Riffa Club                 |  |     |     | 3-0 |
| 4    | Club africain   | 2   | 3 | 0 | 2 | 1 | 2  | 5  | -3   |  | Club africain              |  |     |     |     |

### Phase finale

#### Demi-finales
Vendredi 27 Novembre 1998 
| Équipe 1        | Résultat | Équipe 2 :         |
| --------------- | -------- | ------------------ |
| Al Wasl Dubaï   | 1 - 3    | WA Tlemcen         |
| Al-Shabab Riyad | 1 - 0    | Al Ittihad Djeddah |

### Finale
| Lundi 30 novembre 1998 | Al-Shabab Riyad    | 1 - 3 | WA Tlemcen                                   | Stade international du Roi-Fahd, Riyad |                      |
|                        | Salah El Daoud 64e |       | Aissa Aidara 32e 90+3e · Mohamed Brahimi 42e | Spectateurs : 27 500                   | Spectateurs : 27 500 |
|                        | Rapport            |       |                                              | Spectateurs : 27 500                   | Spectateurs : 27 500 |

| Coupe des clubs champions arabes WA Tlemcen 1er titre |